# Пирна
Пирна (нем. Pirna, в.-луж. Pěrnо) — город в Германии, районный центр, расположен в земле Саксония. Подчинён земельной дирекции Дрезден. Входит в состав района Саксонская Швейцария. Подчиняется управлению Пирна. Население составляет 38705 человек (на 31 декабря 2010 года). Занимает площадь 53,01 км². Официальный код — 14 2 87 290.
Город подразделяется на 16 городских районов.

## История
С завоеванием славянской территории и основанием Мейсенской марки (император Генрих I основал замок Мейсен в 929 году) появились свидетельства повторного заселения территории Пирны. У существовавшего ещё в XI веке (и впервые упомянутого в документах в 1269 году) замка около 1200 года было создано постоянное место обмена. Это место было окончательно предоставлено маркграфом Мейсена Генрихом III после того, как император Фридрих II отказался от этих имперских прав в пользу государей (dominus terrarum) по договорам с духовными князьями в 1229 году и со светскими князьями в 1233 г. Эльба в это время уже была важным торговым путем, поэтому город Пирна быстро получил складочное право. Город также находился на важном торговом пути в Богемию.
Впервые Пирна упоминается в марте 1233 года в документе епископа Генриха фон Майсена. Содержание источника вовсе не касается города, но в конце источника упоминается священник Готшалк (Gottschalk) из Пирны.
в 1233 году. В 1293 году король Богемии Вацлав II приобрел город и замок у епископа Мейсена. Доминиканский монастырь был основан в 1307 году, а в 1325 году король Богемии Иоганн Люксембургский подтвердил складочное право. Пирна превратилась в важное поселение на границе марки и Богемии. В 1351 году Карл IV провел в Пирне княжеское собрание для разрешения споров по поводу Бранденбургского маркграфства. Пирна вернулась маркграфству в 1405 году, через 50 лет курфюрст Фридрих II получил подтверждение права собственности на город в Эгерском договоре 1459 года. Но Пирна оставалась феодом Богемии.
В 1300 году в Пирне основан монастырь доминиканцев, а в 1317 году — латинская школа. В 1338 году упоминается первый госпиталь. 1502—1546 годах сооружена городская церковь Святой Марии.. В 1409 году маркграф Вильгельм разрешил городу Пирна каждую субботу устраивать рыночные торги.
В середине XV века была начата добыча железной руды в Восточных рудных горах.
В 1991 году решением попечительского совета было решено реконструировать старые кварталы города. С 1991 по 1995 год был реконструирован мост через Эльбу, также был восстановлен бассейн. С 1991 по 1997 год была восстановлена ратуша. В 1992 году состоялось открытие дома защиты женщин и детей, в 1993-м — освящение евангелистского детского дома. В 1999 году окончено строительства нового моста через Эльбу.
В 2002 году произошло большое наводнение в городе. В течение 2004—2007 года произошло присоединение города к 17-му автобану. В 2006 году был восстановлен музей Рихарда Вагнера. В 2007 году зрители телеканала MDR выбрали историческую часть города Пирна второй по красоте в Саксонии. В 2007 году был преобразован автобусный вокзал.
C появлением добычи железной руды в Восточных Крушных горах в середине 15 века город стал резиденцией железной палаты, ответственной за Пирненский район в 1472 году, которая просуществовала до 1686 года.
Первые известные наводнения в Пирне в 1427 и 1432 годах были зафиксированы доминиканцем из Пирны и летописцем Йоханнесом Линднером. С 16 по 18 августа 1501 года долину Эльбы поразило особенно сильное наводнение, вызванное девятидневными дождями в Богемии. В Пирне вода доходила до кафедры и края купели монастырского храма и была отмечена красной линией над кафедрой проповедника. В 1510 году большая часть центра города была затоплена во время разлива Эльбы, и рынок полностью оказался под водой.

### Геральдика
Герб города нарисован на золотой вывеске, на которой изображена гора, из середины которой растет груша. На груше среди зелёной листвы изображены 7 золотых груш. По обе стороны дерева изображены два рубиновых льва с красными когтями и отброшенными хвостами. Задние лапы львов царапают гору, передние — ствол дерева. На гербе — шлем турнира, украшенный золотой короной, из которой произрастает ещё одно дерево груши.
Можно найти старинный, датируемый 1549 годом, городской герб у старого входа в ратушу на восточной стороне между пилястрами и сооружением ступеней с дельфинами. Также есть ещё один старый герб 1555 года под вторым этажом ратуши.

## Города-побратимы
- Финляндия — Варкаус — c 1961.
- Чехословакия — Дечин — c 1975.
- Франция — Лонгюйон — c 1980.
- Польша — Болеславец — c 1980.
- Германия — Ремшайд — c 1990.
- Германия — Байнфурт — с 2010.

## Архитектура и достопримечательности
Canalettohaus

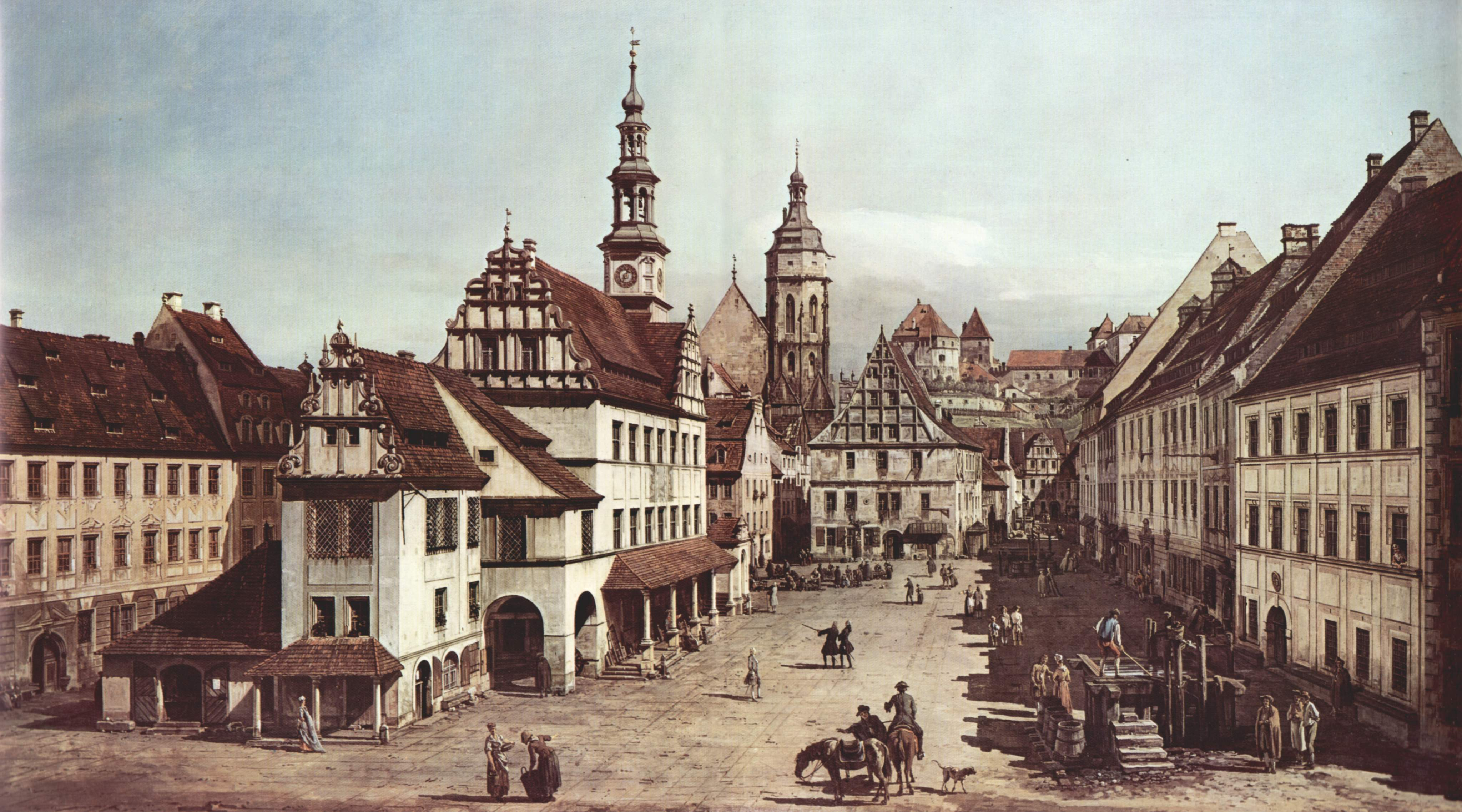
Рыночная площадь. Автор Бернардо Беллотто, прозванный Каналетто

Городской дом первой половины XVI века. Примерно в 1520 году получил сегодняшнюю форму, которая отражает переход из готики к эпохе возрождения. Название дома пошло от художника Джованни Антонио Каналя, известного еще как Каналетто, который с 1753 по 1755 года нарисовал около 11 больших картин города Пирны. Сегодня в Canalettohaus находится туристический сервис, также в этом доме имеется небольшая выставка копий картин Canaletto. Адрес дома Am Markt 7.
Binationales Internat
Комплекс из 5 бывших городских домов, которые перестраивались до 1999 года в чешско-немецкий интернат. Дом на Schloßstraße Nr. 13 это бывший дом торгового агента из первой половины XVI столетия, который был построен в 1630 году. На сегодняшний день в интернате живет примерно 100 чешских и немецких молодых людей. Адрес интерната Schloßstr. 13
Rathaus
Ратуша впервые упоминается под 1396 годом. Раньше ратуша служила местом продажи суконных изделий, лавок сапожников, пекарей и мясников. А 1555—1556 годах здание перестаивалась при Вольфе Блехшмидте (Wolf Blechschmidt). В здании объединяются различные архитектурные стили, барокко, поздняя готика и эпоха Возрождения. Старый вход на восточной стороне украшен позднеготическим каменным косяком с богатым оформлением пилястр и сооруженными ступенями с дельфинами. Между тем в рельефе изображен городской герб до 1549 года, а под вторым этажом раскрашенный старый саксонский герб 1555 года, и тот и другой герб выполнен в песчанике. На восточной стороне ратуши находятся художественные часы, которые имеют чёрно-золотой шар, и также фазы луны на циферблате. На них же находится городской герб. На южной стороне находятся солнечные часы. Адрес ратуши Am Markt 1/2.

## Иллюстрации

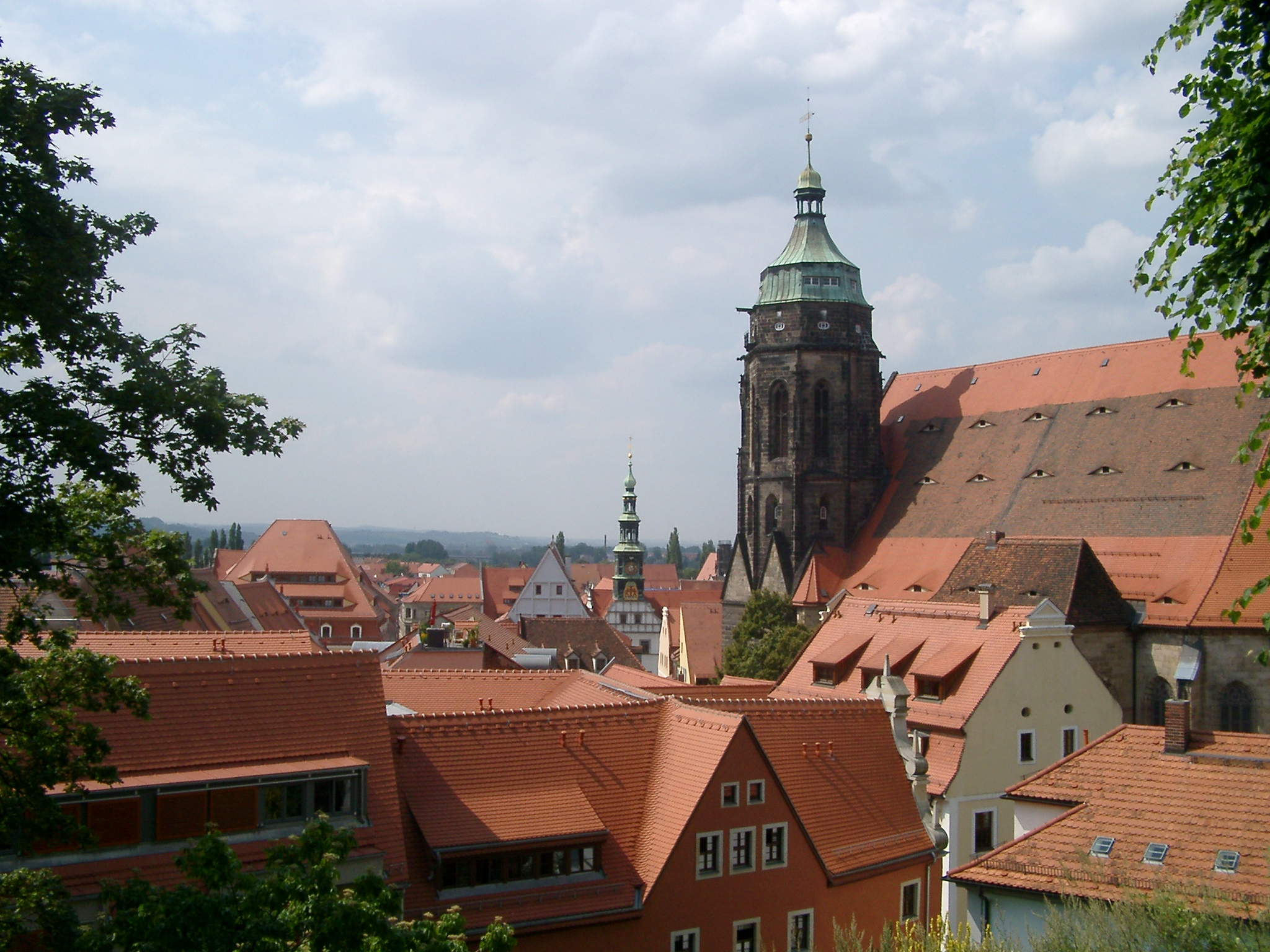
Церковь св. Марии в Пирне (1502–1546)
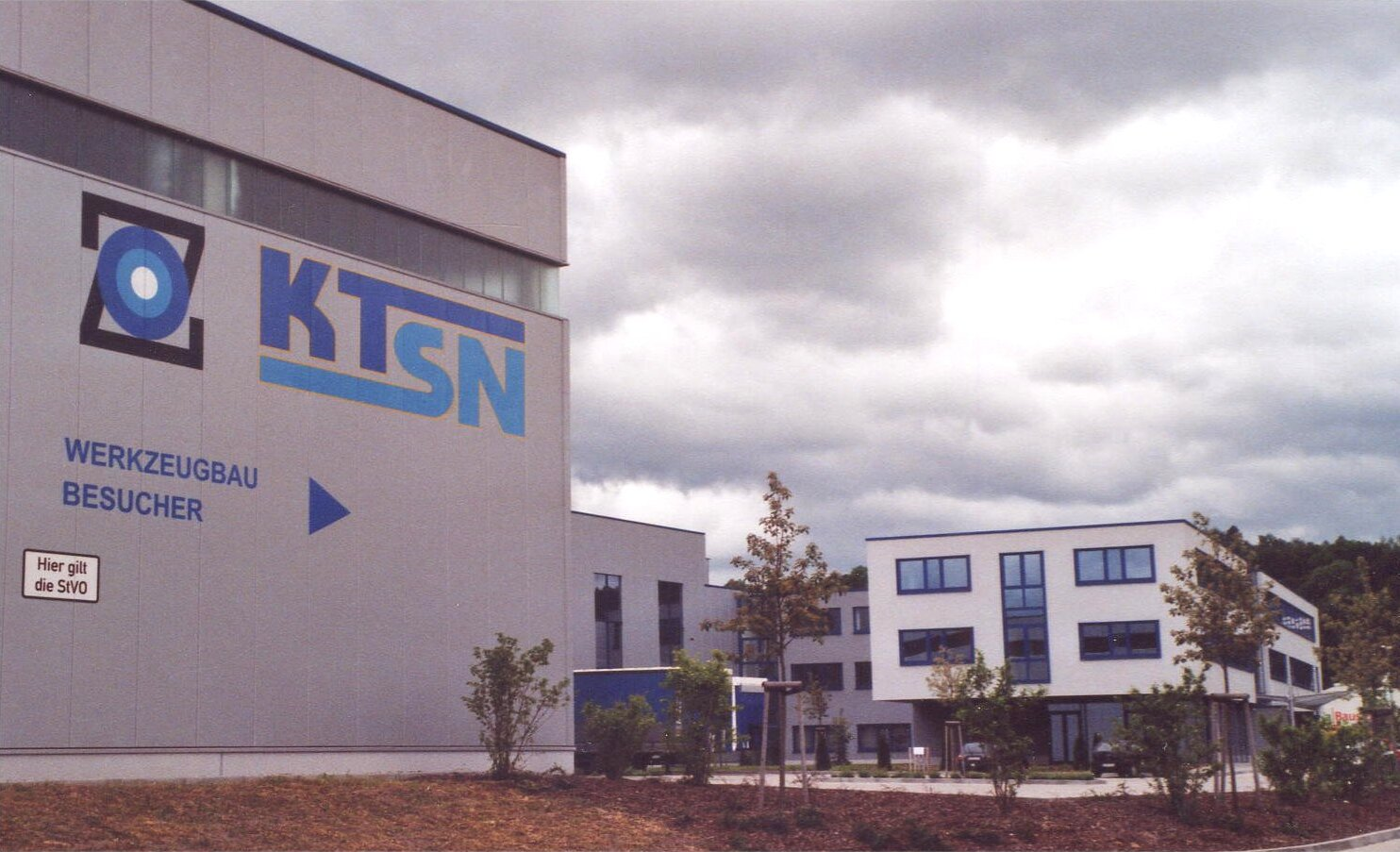
Заводские корпуса компании «Kunststofftechnik Sachsen GmbH»
Вид с моста на старую часть города